# جيمس بي. كاري
جيمس بي. كاري (بالإنجليزية: James B. Carey) هو نقابي أمريكي، ولد في 12 أغسطس 1911 في فيلادلفيا في الولايات المتحدة، وتوفي في 11 سبتمبر 1973 في سيلفر سبرينغ في الولايات المتحدة.

## روابط خارجية
- جيمس بي. كاري على موقع مونزينجر (الألمانية)